# 이스턴 사막

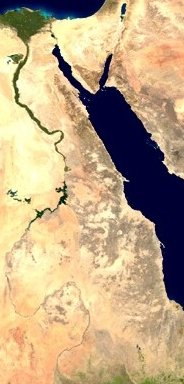
나일강과 이스턴 사막

이스턴 사막(Eastern Desert, 고대에는 "아라비아 또는 아라비아 사막"으로 알려짐)은 나일강 동쪽에 위치한 사하라 사막의 일부이다. 아프리카 북동부의 223,000제곱킬로미터(86,000제곱마일)에 걸쳐 있으며 동쪽으로는 수에즈만과 홍해, 서쪽으로는 나일강과 접해 있다. 이집트, 에리트레아, 에티오피아, 수단을 통해 확장된다. 이스턴 사막은 해안과 평행하게 이어지는 산맥(홍해 언덕으로 알려져 있음), 산의 양쪽 측면과 홍해 해안에서 뻗어 있는 넓은 퇴적 고원으로 구성되어 있다. 사막에서 유지되는 강수량, 기후, 초목 및 동물의 생활은 지역에 따라 다르다. 이스턴 사막은 역사를 통틀어 건축 자재는 물론 귀금속과 준귀금속을 채굴하는 광산지였다. 역사적으로 수에즈 운하를 포함하여 홍해를 오가는 많은 무역로가 있었다.

## 같이 보기
- 대 안토니우스
- 리비아 사막